# Lista de membros da Royal Society eleitos em 1721
Esta é uma lista de Membros da Royal Society eleitos em 1721.

## Fellows
- William Barrowby (1682 - 1751)
- John Beale (m. 1724)
- John Browne (m. 1735)
- Paul Dudley (1675 - 1751)
- William East (fl. 1721 - 1734)
- George Graham (1673 - 1751)
- Richard Hale (1670 - 1728)
- Thomas Hewett (1656 - 1726)
- George Savile, 7th Baronet (1678 - 1743)
- Conrad Joachim Sprengwell (m. 1740)
- William Western (?1694 - 1729)
- John Thomas Woolhouse (ca. 1650 - 1734)